# تروتوود
تروتوود (أوهايو) (بالإنجليزية: Trotwood, Ohio)‏ هي مدينة تقع في الولايات المتحدة في مقاطعة منتغامري، أوهايو. يقدر عدد سكانها بـ 24,431 نسمة ومساحتها 78.99 كم2 وترتفع عن سطح البحر 256 متر.

## التركيبة السكانية
قام مكتب تعداد الولايات المتحدة بتحديد بيانات التركيبة السكانية لتروتوودفي تعداد الولايات المتحدة. في ما يلي، التركيبة السكانية حسب تعدادي 2000 و2010.

### تعداد عام 2000
بلغ عدد سكان تروتوود 27,420 نسمة بحسب تعداد عام 2000، وبلغ عدد الأسر 11,110 أسرة وعدد العائلات 7,343 عائلة مقيمة في المدينة. في حين سجلت الكثافة السكانية 898.1 نسمة لكل ميل مربع (346.8/كم2). وبلغ عدد الوحدات السكنية 12,020 وحدة بمتوسط كثافة قدره 393.7 نسمة لكل ميل مربع (152.0/كم2).
وتوزع التركيب العرقي للمدينة بنسبة 38.66% من البيض و 0.32% من الأمريكيين الأصليين و 0.24% من الأمريكيين ذوي الأصول الآسيوية و 0.01% من سكان جزر المحيط الهادئ و 58.34% من الأمريكيين الأفارقة و 1.98% من عرقين مختلطين أو أكثر.
بلغ عدد الأسر 11,110 أسرة كانت نسبة 30.3% منها لديها أطفال تحت سن الثامنة عشر تعيش معهم، وبلغت نسبة الأزواج القاطنين مع بعضهم البعض 40.3% من أصل المجموع الكلي للأسر، ونسبة 21.5% من الأسر كان لديها معيلات من الإناث دون وجود شريك، وكانت نسبة 33.9% من غير العائلات. تألفت نسبة 29.8% من أصل جميع الأسر من أفراد ونسبة 10.9% كانوا يعيش معهم شخص وحيد يبلغ من العمر 65 عاماً فما فوق. وبلغ متوسط حجم الأسرة المعيشية 2.96، أما متوسط حجم العائلات فبلغ 2.40.
بلغ العمر الوسطي للسكان 38 عاماً. وكانت نسبة 26.2% من القاطنين تحت سن الثامنة عشر، وكانت نسبة 7.5% بين الثامنة عشر والأربعة وعشرون عاماً، ونسبة 26.6% كانت واقعةً في الفئة العمرية ما بين الخامسة والعشرون حتى والأربعة وأربعون عاماً، ونسبة 23.8% كانت ما بين الخامسة والأربعون حتى الرابعة والستون، ونسبة 15.9% كانت ضمن فئة الخامسة والستون عاماً فما فوق. يوجد لكل 100 أنثى 83.7 ذكر، ويوجد لكل 100 أنثى في الثامنة عشر من عمرها فما فوق 76.7 ذكر.
بلغ متوسط دخل الأسرة في المدينة 34,931 دولار، أما متوسط دخل العائلة فبلغ 40,426 دولار. وكان متوسط دخل الذكور 33,771 دولار مقابل 26,324 دولار للإناث. وسجل دخل الفرد الخاص بالمدينة 18,329 دولار. وكانت نسبة 13.6% من العائلات ونسبة 15.3% من السكان تحت خط الفقر، وكان من هؤلاء نسبة 22.0% تحت سن الثامنة عشر ونسبة 11.3% في الخامسة والستين من العمر وما فوق.

### تعداد عام 2010
بلغ عدد سكان تروتوود 24,431 نسمة بحسب تعداد عام 2010، وبلغ عدد الأسر 10,404 أسرة وعدد العائلات 6,408 عائلة مقيمة في المدينة. في حين سجلت الكثافة السكانية 801.3 نسمة لكل ميل مربع (309.4/كم2). وبلغ عدد الوحدات السكنية 12,152 وحدة بمتوسط كثافة قدره 398.6 لكل ميل مربع (153.9/كم2).
وتوزع التركيب العرقي للمدينة بنسبة 28.1% من البيض و 0.2% من الأمريكيين الأصليين و 0.3% من الأمريكيين ذوي الأصول الآسيوية و 68.2% من الأمريكيين الأفارقة و 2.6% من عرقين مختلطين أو أكثر.
بلغ عدد الأسر 10,404 أسرة كانت نسبة 30.0% منها لديها أطفال تحت سن الثامنة عشر تعيش معهم، وبلغت نسبة الأزواج القاطنين مع بعضهم البعض 31.5% من أصل المجموع الكلي للأسر، ونسبة 24.8% من الأسر كان لديها معيلات من الإناث دون وجود شريك، بينما كانت نسبة 5.3% من الأسر لديها معيلون من الذكور دون وجود شريكة وكانت نسبة 38.4% من غير العائلات. تألفت نسبة 33.9% من أصل جميع الأسر من أفراد ونسبة 12.8% كانوا يعيش معهم شخص وحيد يبلغ من العمر 65 عاماً فما فوق. وبلغ متوسط حجم الأسرة المعيشية 2.91، أما متوسط حجم العائلات فبلغ 2.29.
بلغ العمر الوسطي للسكان 41.8 عاماً. وكانت نسبة 23.6% من القاطنين تحت سن الثامنة عشر، وكانت نسبة 8.2% بين الثامنة عشر والأربعة وعشرون عاماً، ونسبة 21.8% كانت واقعةً في الفئة العمرية ما بين الخامسة والعشرون حتى والأربعة وأربعون عاماً، ونسبة 28.6% كانت ما بين الخامسة والأربعون حتى الرابعة والستون، ونسبة 17.8% كانت ضمن فئة الخامسة والستون عاماً فما فوق. وتوزع التركيب الجنسي للسكان بنسبة 44.4% ذكور و55.6% إناث.